# Adler von Lübeck
Adler von Lübeck (з нім. перекладається як «Орел Любека») — військове судно 16-го століття, галеон, який належав ганзейському вільному місту Любек (нині частина Німеччини). Судно на той час було одним із найбільших кораблів у світі, завдовжки 78,30 м і водотоннажністю 2–3 тис. т.

## Історія
Військовий галеон був побудований у місті Любек під час Північної семирічної війни. Призначався для супроводу торгових кораблів у Балтійському та Північному морі. Однак Adler von Lübeck ніколи не використовувався за призначенням, оскільки Любек на момент завершення будівництва корабля вже вступив у мирні переговори зі Швецією. Після Штеттінського договору (1570) Adler von Lübeck був перетворений на вантажний транспорт для торгівлі з Піренейським півостровом.
У 1581 році Adler von Lübeck почав протікати у зворотному рейсі з Лісабона, приблизно за 200 кілометрів від гирла річки Тежу, і йому довелося попрямувати до столиці Португалії. Після оцінки збитків корабель був проданий приблизно за 2000 дукатів. Судно розібрали, а його деревину використали на інші цілі.

## Розміри
Любецький літописець Петер ван дер Горст, спираючись на будівельний контракт корабля, дав такі розміри судна:
- Довжина княвдигеда: 10,45 м (18 ліктів)
- Довжина кіля: 36 м (62 ліктів)
- Довжина від форштевня до ахтерштевня (оверштевень): 49 м (85 ліктів)
- Довжина від княвдигеда до кормової галереї: 64 м (111 ліктів)
- Загальна довжина судна: 78,30 м
- Внутрішня ширина: 13,84 м (24 ліктів)
- Загальна ширина судна: 14,50 м
- Загальна висота судна: 62,15 м

Зображення снарядів з гармат корабля збереглися в артилерійському посібнику артилерійського майстра Ганса Фрезе.

## Галерея

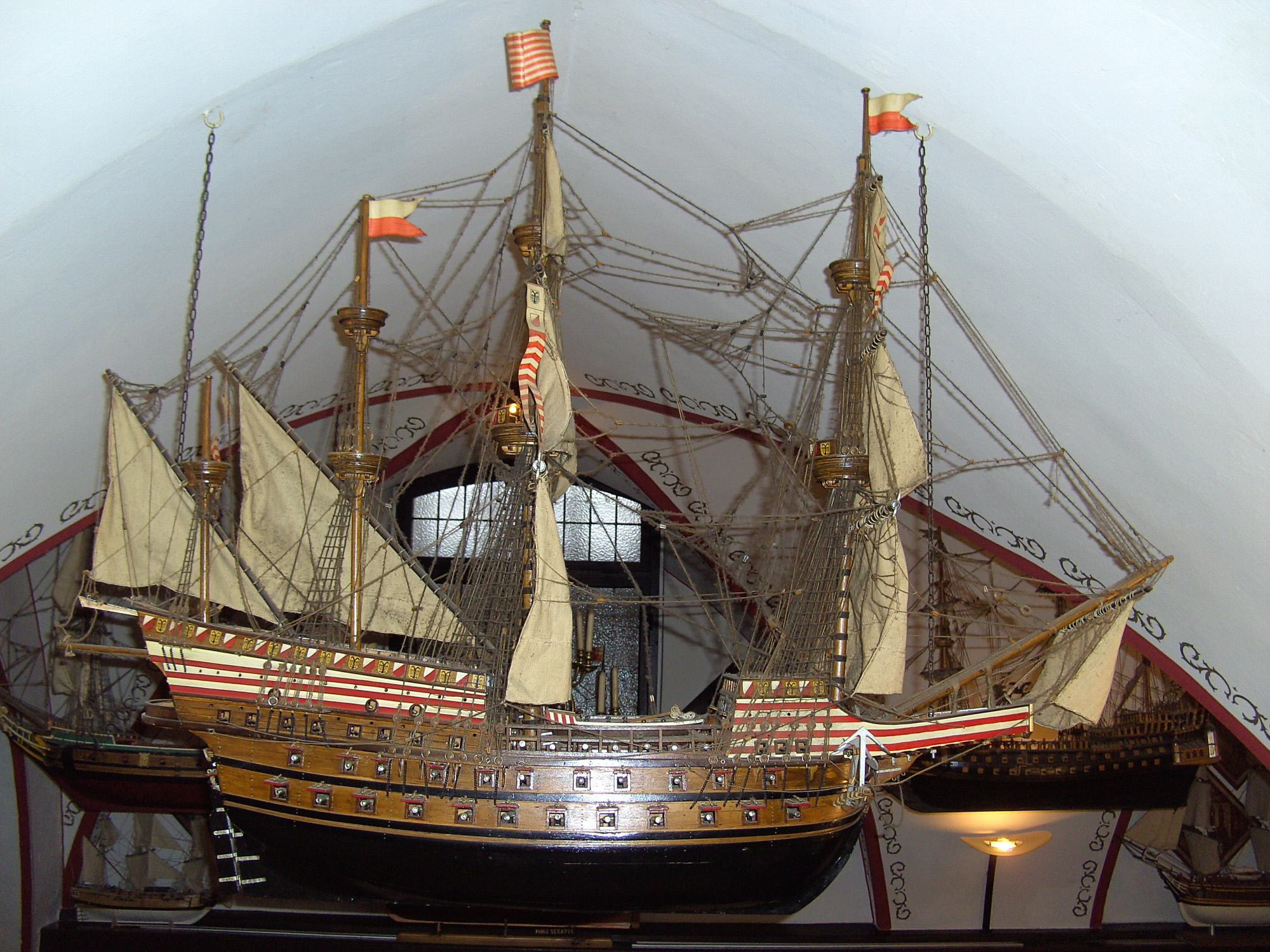
Модель корабля №1 у Рацкеллері в Любеку
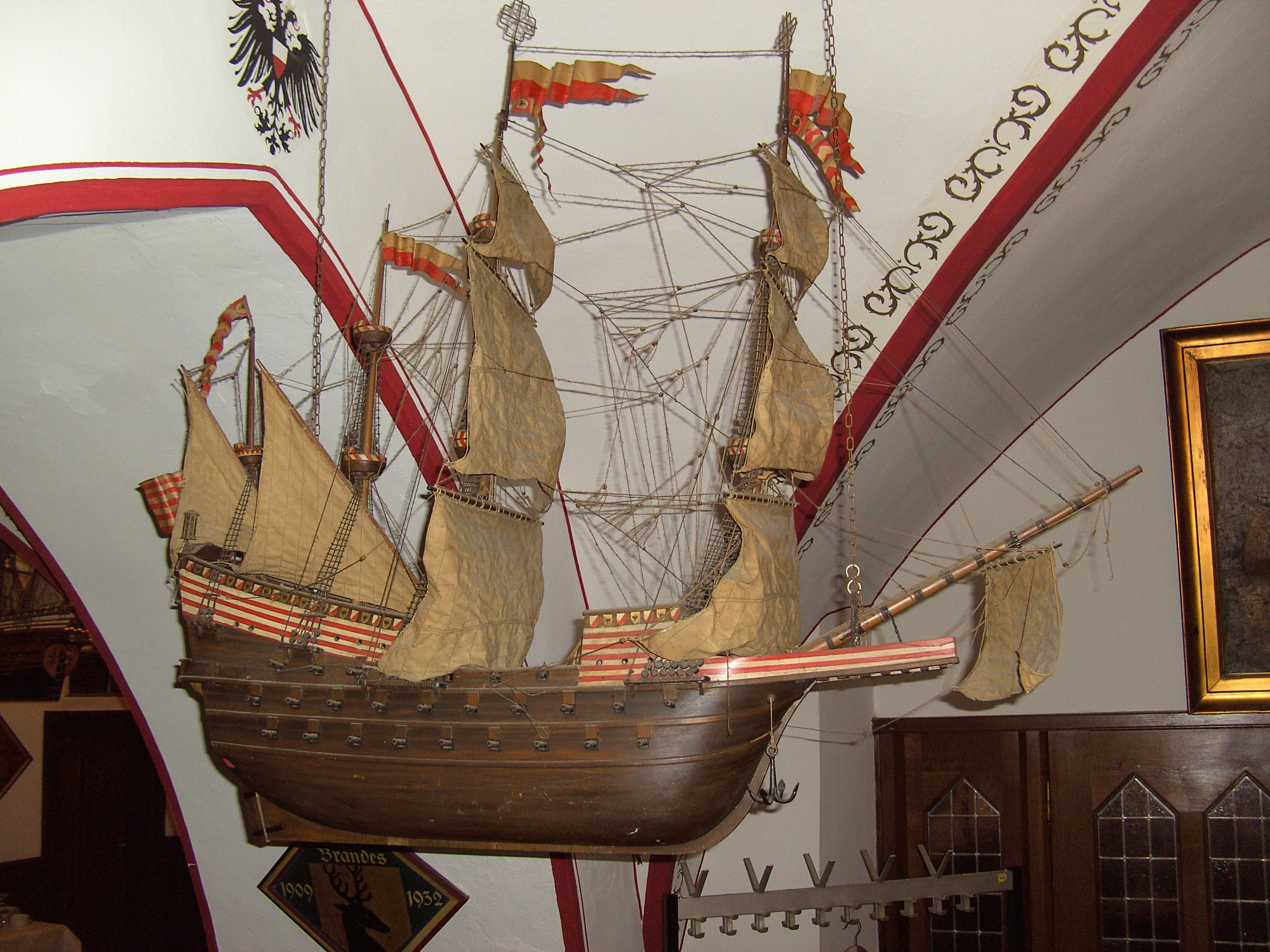
Модель корабля №2 у Рацкеллері в Любеку
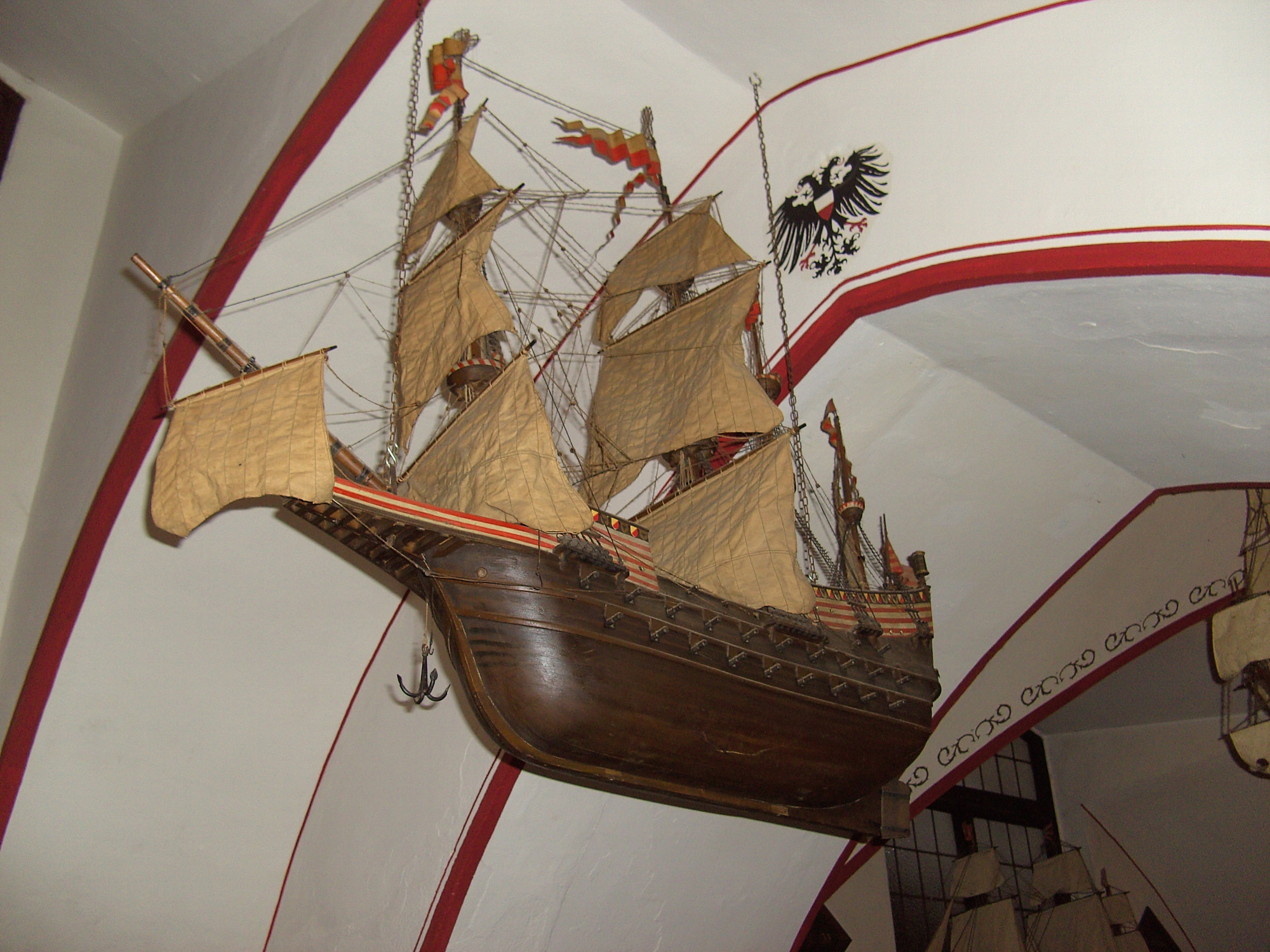
Модель корабля №2 у Рацкеллері в Любеку
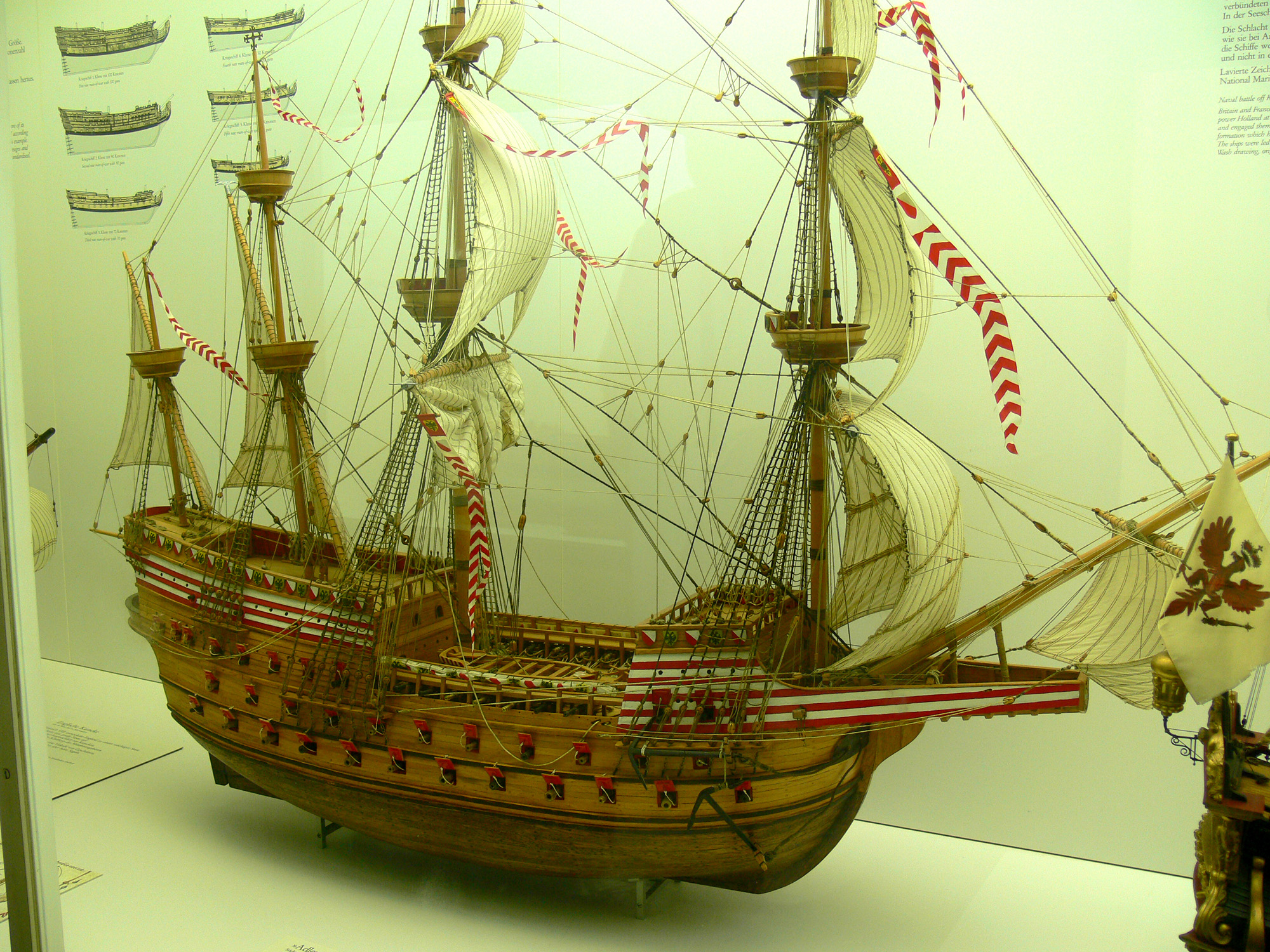
Модель корабля в Deutsches Museum в Мюнхені
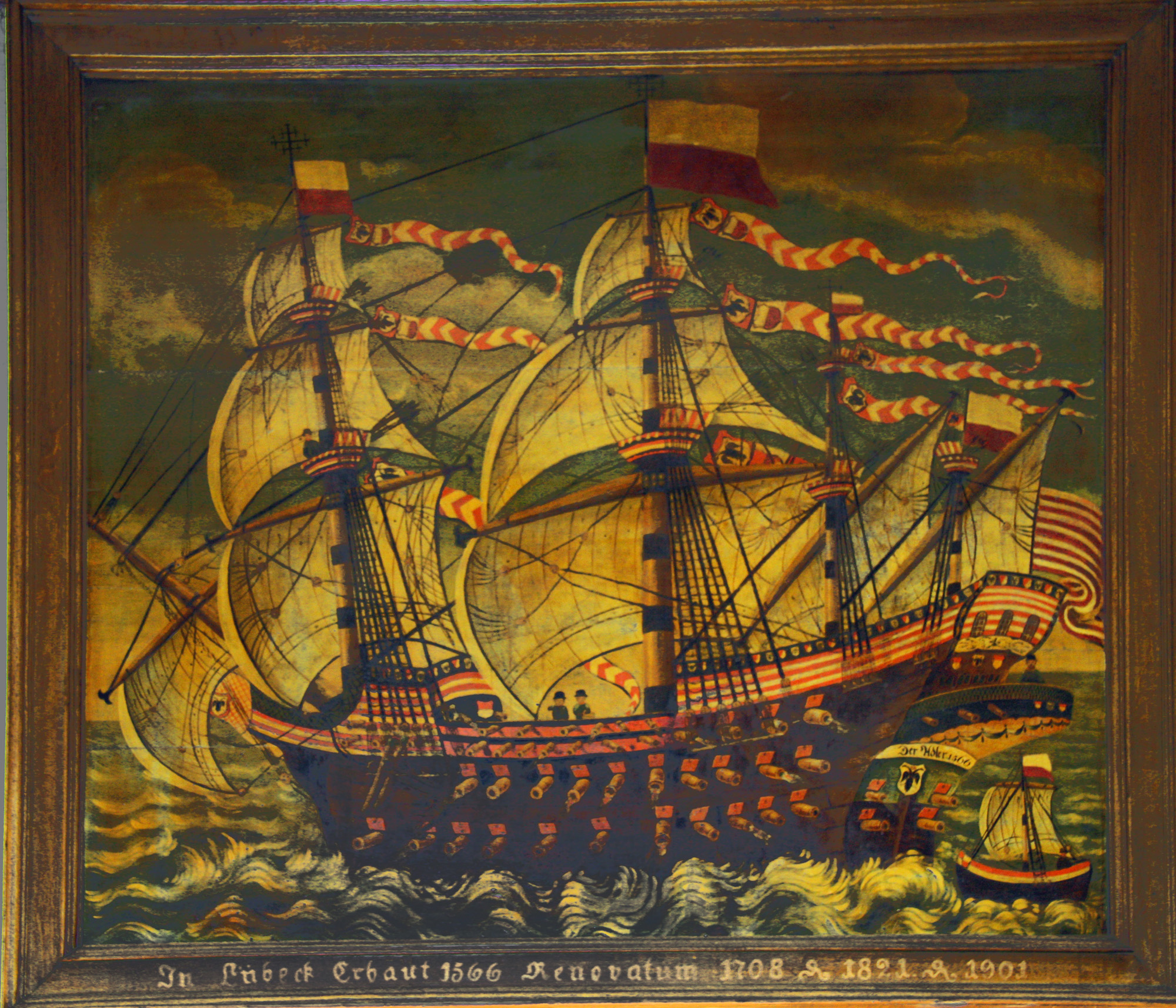
Живопис у Schiffergesellschaft  в Любеку
Стерно на вертлюгах, яке використовувалося на Адлері